# César Martín Cano
César Martín Cano (Guadalupe, 1 de septiembre de 1898 - Gijón, 9 de octubre de 1991) fue un médico, científico, investigador y poeta español. Contribuyó a la erradicación del paludismo y al avance de los estudios epidemiológicos. Comisionado por la Sociedad de Naciones, la Administración sanitaria española, la Fundación Rockefeller y el Instituto Pasteur en diversos países. Su carrera científica quedó truncada al estallar la guerra civil española. Fue, además, poeta del que se editaron, a partir de 1969, cuarenta y tres libros, entre ellos El silencio, Asturias, Talina, Extremadura o Tierras y gentes. Se le concedió el “Gran Premio de la Letras Asturianas” de la Fundación Dolores Medio en 1986. El Ayuntamiento de Guadalupe le dedicó la calle César Martín Cano en 1990.

## Biografía

### Trayectoria científica
Médico Central Antipalúdico

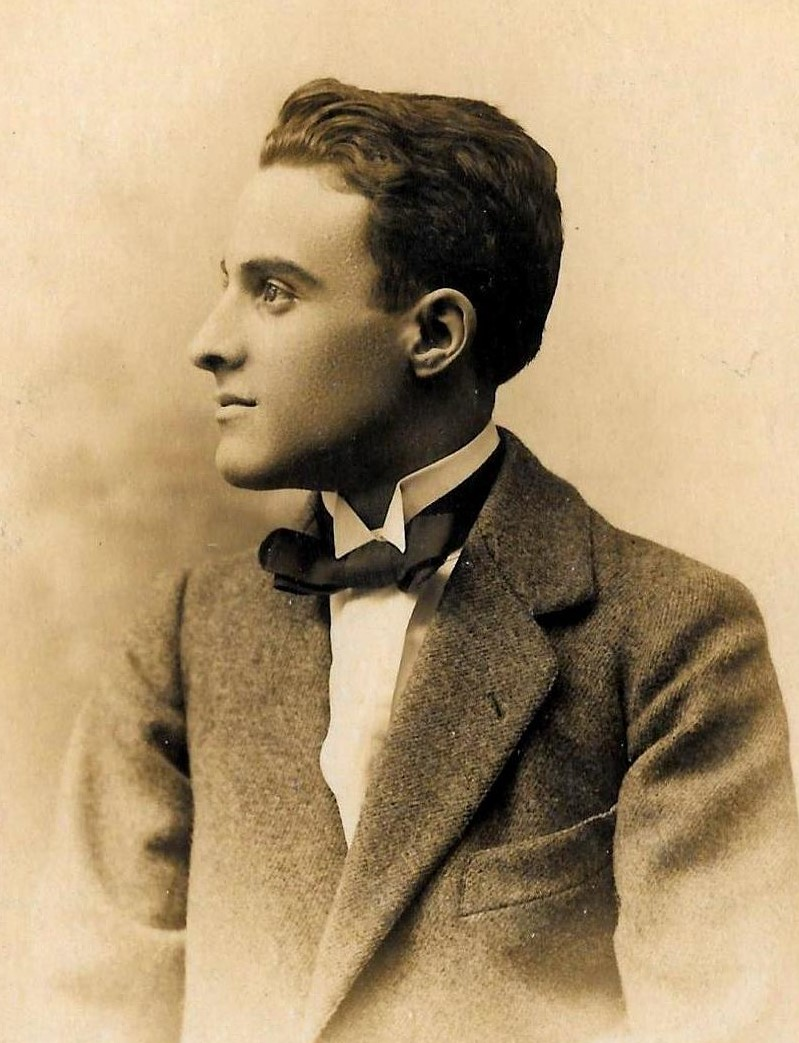
César Martín Cano en 1923

Licenciado en Medicina por la Facultad de Medicina de la Universidad Central de Madrid en 1923.  En este ámbito docente conoció a Gustavo Pittaluga Fattorini, médico y científico italiano, al que consideraba “el decisivo impulsor del desarrollo de su labor científica e investigadora”. Ingresó en 1923 en el Cuerpo Médico de Sanidad Nacional. Entre 1928 y 1936  fue uno de los médicos centrales de la Comisión Central Antipalúdica.
Jefe del Dispensario Antipalúdico de Fuente Obejuna (Córdoba), entre 1926 y 1927, por nombramiento de la Comisión Central. Lo pone en marcha en colaboración con el doctor Sadi de Buen Lozano, que dirigió la fundación de los Dispensarios, de los que llegaron a funcionar treinta y dos en España. En el mismo Dispensario, el Ayuntamiento instaló la Sub-brigada Sanitaria inaugurada por las principales autoridades de la provincia y presencia de los principales medios informativos de la región. Sobre el papel de éstas, César Martín Cano y Aurelio Quintana, jefe por oposición de la local, explican: “Con ellas se inicia un resurgimiento de las organizaciones sanitarias españolas que nos llevarán a incorporarnos a las naciones más civilizadas". En esta misma zona realizó junto con M.G. Ferradas un Estudio de la fiebre recurrente en España, con cincuenta casos en la provincia de Córdoba. 
Martín Cano también realizó investigaciones e impartió enseñanzas en el Instituto Antipalúdico de Navalmoral de la Mata, centro que se integró en una red internacional y referente mundial en la especialidad. Impulsado por Pittaluga y Sadi de Buen, por él pasaron los más destacados científicos y premios Nobel. Contó con la colaboración de la Comisión de Higiene de la Sociedad de Naciones y la Fundación Rockefeller.
Carrera internacional

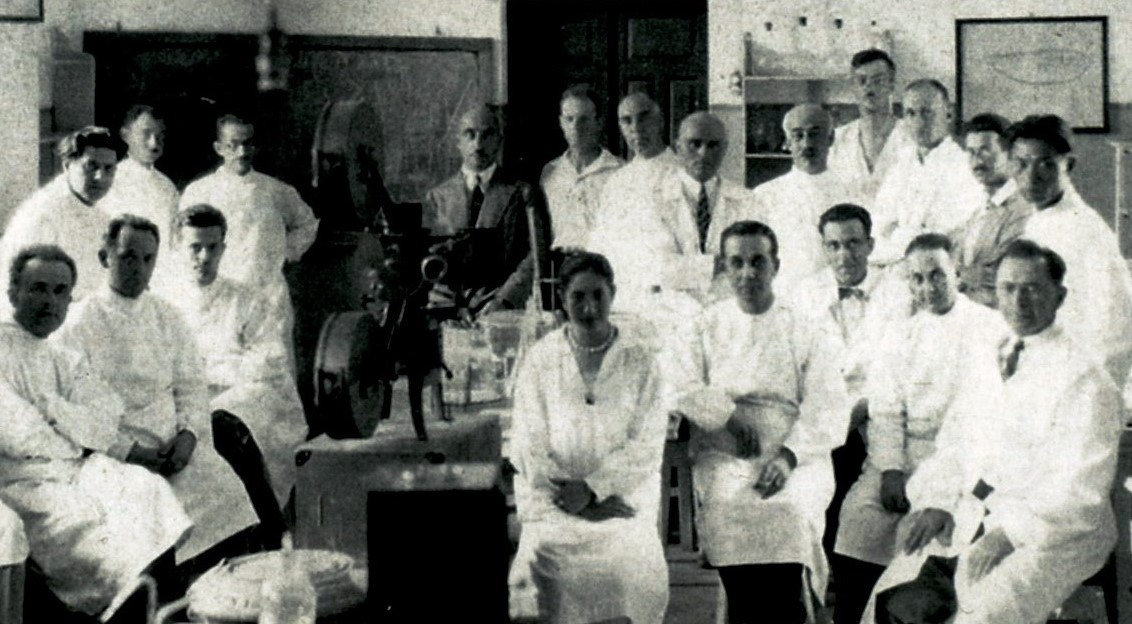
Promoción de profesores y alumnos del Dispensario Antipalúdico de Navalmoral de la Mata correspondiente a 1925, referente internacional en la especialidad. Arriba: Tercero por la izquierda, Sadi de Buen, científico y uno de los impulsores de la estructura sanitaria española. A continuación, Gustavo Pittaluga, parasitólogo y aglutinador de la lucha nacional contra la malaria. Segundo por la derecha, Eliseo de Buen, uno de los directores del dispensario. Abajo: Primero por la izquierda: Marcos del Fresno. En el centro, Obdulia Fons. Cuarto por la derecha, Emilio Luengo Arroyo. Tercero, César Martín Cano. Segundo, Rafael Rodríguez Oliva. Primero Urbano Sánchez Casas. Todos ellos llevaron a cabo distintas misiones en la lucha contra la malaria.

Acude a la Comisión Internacional para el Estudios de la Tripanosomiasis Humana, organizada en 1926 por la Sección de Higiene de la Sociedad de Naciones. Celebrada en Entebbe, antigua capital de Uganda. Publica las conclusiones de los distintos estudios, así como su Experiencia sobre la resistencia de un tripanosoma al arsénico. Y El valor de Bayer 205 como agente profiláctico contra los tripanosomas que se desarrollan en la glossina palpalis.
Obtuvo en 1927, la acreditación y diplomatura de Médico Especialista en Malaria de la Escuela de Malariología de la Facultad de Medicina de la Universidad de París, que contaba con la participación del Comité de Higiene de la Sociedad de Naciones. La candidatura fue propuesta por la Administración Sanitaria española. La dirección del curso corrió a cargo del profesor Émile Brumpt.
Fue Comisionado por la Sociedad de Naciones, la Administración Sanitaria española, la Fundación Rockefeller y el Instituto Pasteur a destinos en España y en el extranjero para realizar estudios, investigaciones científicas y campañas.
Lucha en las zonas más castigadas por la malaria de España
Jefe del Dispensario Antipalúdico de Puebla del Río (Sevilla), entre 1928 y 1930. “Creado por el Estado para facilitar sanitariamente los grandes trabajos que se llevaban a cabo en las Islas del Guadalquivir.  A ellos se unirán: Brenes, Aznalcázar, Lora del Río, La Rinconada y Sevilla”, explica el doctor Ferrand, inspector provincial de Sanidad.
Nombrado Jefe del Dispensario Antipalúdico de Camporredondo (Jaén), en mayo de 1930, cargo que ocupó hasta 1933. Según un trabajo colectivo de investigación editado por el Consejo Superior de Investigaciones Científicas (CSIC) "se trató de un caso singular por la rapidez con que se completaron sus servicios por el interés puesto en ello por José Alberto Palanca, director general de Sanidad, tras lo cual se instaló un local a cargo de Martín Cano. Menos de un año después se contaba con una nueva planta, dotada con camas, que mantuvieron estancias de hasta 278 enfermos".
Ingresó, por concurso de méritos, en la Escuela Nacional de Sanidad, en 1930, designado por la Junta Rectora del Instituto Nacional de Higiene Alfonso XIII. Esta institución tuvo el apoyo del Comité de Higiene de la Sociedad de Naciones, el Reino de España y la Fundación Rockefeller. Durante la inauguración de la Escuela por el Rey Alfonso XIII se produce esta anécdota durante su visita a la Sección de Parasitología:

En su visita, el Rey mostró gran curiosidad por el parásito que transmite la enfermedad del sueño. Se le hizo ver la preparación y, tras breve observación, exclamó: ¿Son esas moscas brillantes que se mueven en el líquido rojizo? -No majestad -respondí yo un tanto azorado-: Son esos elegantes y festoneados bichitos alargados que atraviesan el campo de lunares rojos con movimientos ondulatorios. Volvió a mirar y con abierta sonrisa replicó - Ahora lo veo ¡La mosca la llevaba yo en el ojo!
César Martín Cano

Siguiendo instrucciones de la Comisión de Paludismo de la Sociedad de Naciones realiza en 1930 el ensayo Seis casos de Paludismo con gametos de terciana tratados con Quinioestorvasol.
Obtiene el Título de Oficial Sanitario de la Escuela Nacional de Sanidad en noviembre de 1931.
Doctor en Medicina y Cirugía

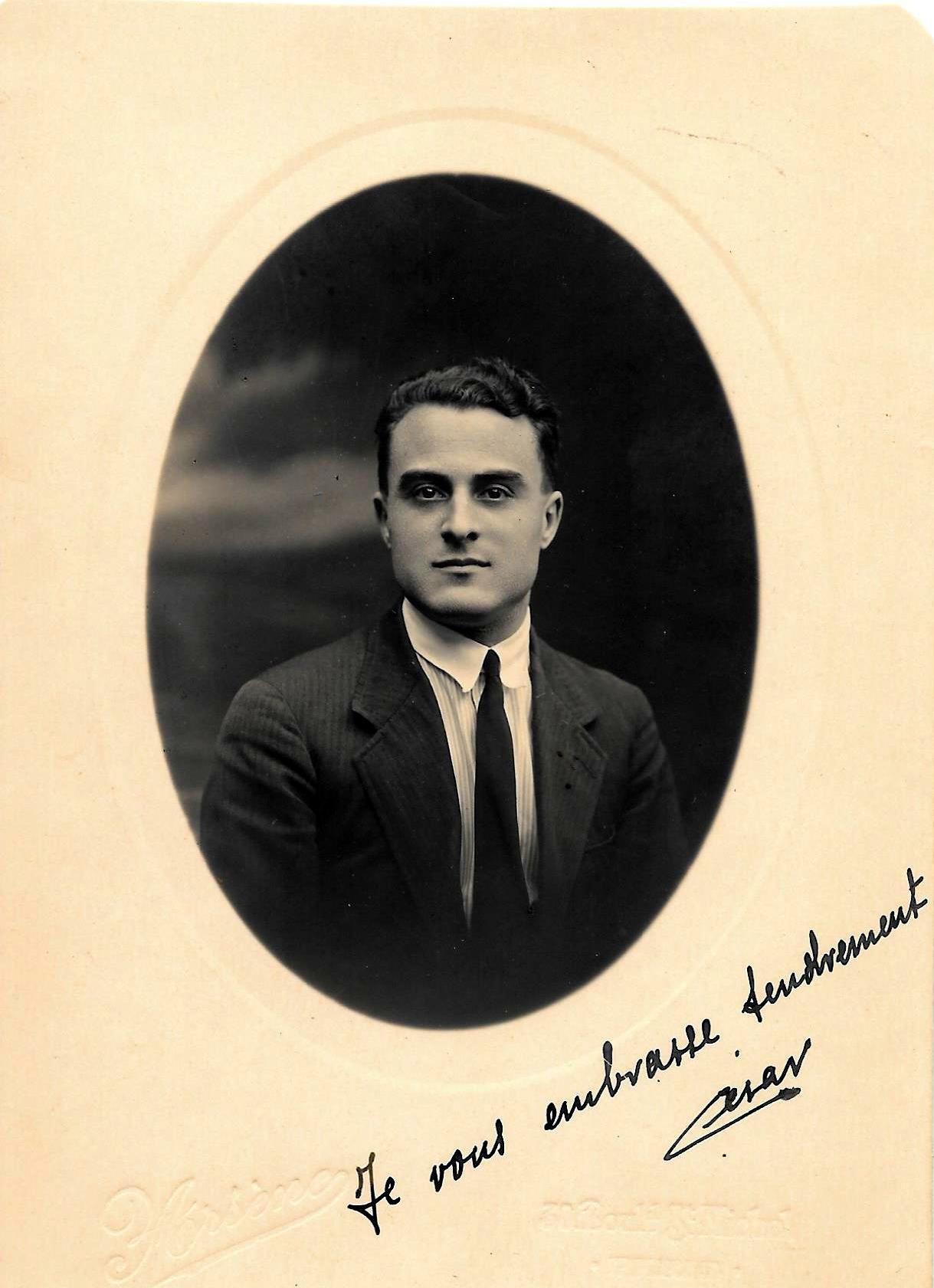
César Martín Cano en París, tras obtener el título de Especialista en Malariología en 1927.

César Martín Cano obtuvo el Título de Doctor en Medicina y Cirugía por la Facultad de Medicina de la Universidad Central de Madrid, tras defender la Tesis doctoral titulada Contribución al Estudio de la Higiene del Trabajo. Trata sobre la falta de las condiciones sanitarias en las fábricas de algodón y analiza la patologías más comunes que presentaban los trabajadores. Fue calificada como “Sobresaliente” por un tribunal presidido por el doctor Florencio Porpeta Llorente, catedrático de Anatomía topográfica de la Universidad Central de Madrid y de vocal secretario, Gustavo Pittaluga.
Participó en el Primer Congreso Nacional de Sanidad, celebrado en Madrid del 6 al 12 de mayo de 1934. La finalidad del mismo era “dar a conocer al estamento sanitario de todo el país la línea programática de la Salud Pública". Martín Cano presentó dos ponencias: una en la que propone “una legislación clara que unifique el funcionamiento de los Centros de Higiene Rural Primarios de Cáceres". Y otra, tras llevar a cabo una encuesta en la que pone de manifiesto la "Importancia de la visita periódica de la Instructora a los Centros Primarios".
La Guerra Civil trunca su labor científica
En una extensa entrevista realizada por la periodista y escritora asturiana Cuca Alonso, afirma: “Estaba en Cáceres, a punto de ir a Estados Unidos, llamado por la Fundación Rockefeller con la que trabajé muchos años”. Se incorporó a la Brigada Expedicionaria de FET de Cáceres con el grado de alférez provisional y de teniente en el Cuerpo de Aviación. A pesar de ello, "al término de la contienda me detuvieron en Madrid y me juzgaron en Cáceres por una absurda denuncia anónima. En el juicio se pidió mi destitución de cargos públicos, pero intervinieron personas influyentes para evitarlo. Estuve en la cárcel el tiempo que medió hasta la vista del proceso, en que me rehabilitarían, si, pero en el destierro".
Fue destinado como director de los Servicios Sanitarios de San Esteban de Pravia (Asturias) el 13 de abril de 1938. Nombrado director de los Servicios Sanitarios de Gijón y la Provincia Marítima, en 1956, permaneció allí hasta su jubilación.

### Trayectoria poética

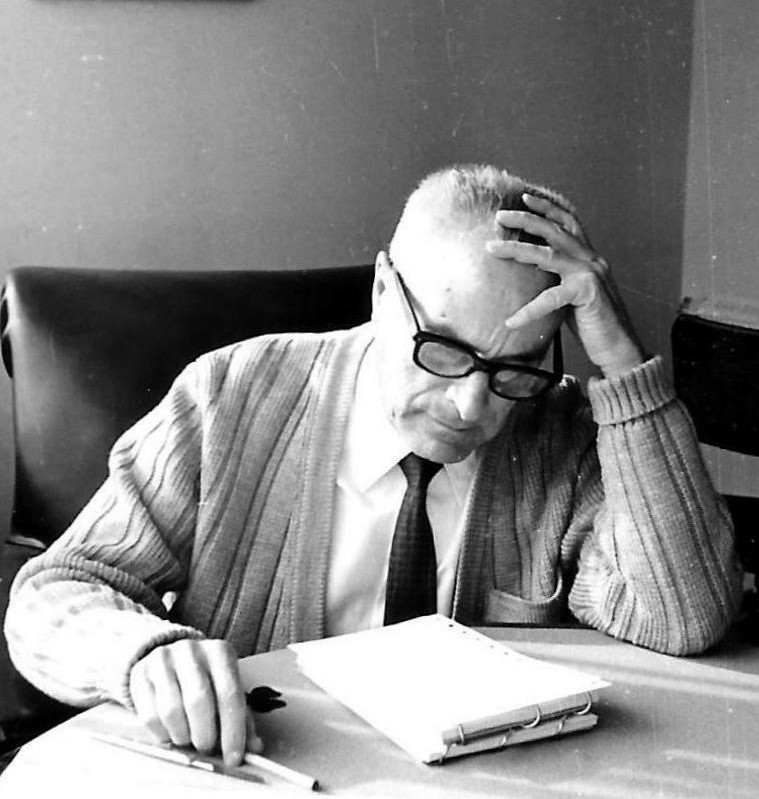
César Martín Cano se definía como “poeta de mis ideas”.

Tras afincarse en Asturias tuvo la oportunidad de conocer a José Camón Aznar, relevante historiador del arte y escritor, al que hizo llegar un manuscrito suyo. “A Camón le gustó mucho y e incluso me escribió una carta en la que me animó a continuar". Camón, escribe: "Todo en la obra de Martín Cano es compacto y responde a un mundo poético elaborado al margen de influencias y modismos". Años después, Martín Cano plasmará esta relación de amistad en un artículo publicado en el diario El Comercio de Gijón con motivo de su fallecimiento.
En total se editaron cuarenta y tres libros suyos de poemas. Algunos de ellos se descubrieron póstumamente. Él mismo se adscribe como poeta de la Generación del 27.
El Silencio es su primer libro publicado en 1969. Incluye trece ilustraciones del pintor asturiano Manuel Rodríguez Lama, más conocido como Marola. Fue editado por el médico ovetense José María Richard Grandío, creador de una gran empresa editorial. Para el también poeta José María Fernández Nieto, "El Silencio nos da la medida de un poeta cuajado, serio, hondo. Nadie podrá discutir que su poesía no esté suficientemente madurada, densa y plena de un contenido de elevados puntos de mira". Una de las innovaciones, aparte de la moderna disposición gráfica, es la inclusión al principio o al final del poema de una estrofa sintetizadora de una idea, un pensamiento, una emoción. Un ejemplo lo encontramos en la misma portada: 

Quien escucha el silencio
- apasionado -
el verbo oye.
César Martín Cano

Sensaciones, su segundo libro publicado en 1973, es incluido en la Colección Rocamador a cargo de José María Fernández Nieto. El mismo poeta y editor aseguraba en la introducción: “La importancia de esta poesía estriba en que no pertenece a ningún grupo o tendencia , como un eslabón que no pertenece a ninguna cadena”. Estudio ontológico de la mano es el siguiente libro que publica también en la misma colección en el año 1974.
La noche, lo publica en Gijón la Editorial La Industria en 1974. Supuso el inicio de una continua relación de amistad y colaboración con su propietario, Daniel García Lebrero. Desde entonces hasta 1990 dio a la imprenta cuarenta libros en diez y siete años. 
Asturias, editado en 1974, tuvo repercusión en el ámbito cultural asturiano. También alcanzó difusión en los Centros Asturianos de España e Hispanoamérica presididos por Cosme Sordo Obeso, quien lo mencionó en varias presentaciones afirmando que “nunca se había escrito nada tan bello sobre la región”. Varios poemas del libro aparecen en diversas antologías literarias. 
Extremadura, publicado en 1989, que recoge sus recuerdos de infancia y juventud, tuvo gran eco en esta comunidad autónoma y especialmente en su localidad natal. 
Su último libro es Tierras y gentes, fechado en 1990. Supone un reconocimiento poético a algunas personas y lugares que le habían dejado “profunda huella”: María Elvira Muñiz y Dolores Medio “mis hadas madrinas”, Marta Portal, Severo Ochoa, Evaristo Valle o Camón Aznar. El título del último poema, Ante el umbral, es premonitorio. 
Falleció en Gijón el 9 de octubre de 1991. 

### Reconocimientos
Es nombrado Colegiado de Honor por el Pleno del Consejo General del Colegio de Médicos de España en “atención y gratitud a la colaboración prestada a la Organización Médica Colegial y a su labor relevante y meritoria”, a propuesta de la Junta Directiva del Colegio de Médicos de Asturias, el 30 de junio de 1970.
El “Gran Premio de las Letras Asturianas” de la Fundación Dolores Medio le fue concedido en 1985. El galardón y la solemne concesión de la Medalla conmemorativa nació para premiar “a una de aquellas personalidades que hayan destacado en su relación con Asturias. El jurado estaba compuesto por prestigiosas figuras de los más diversos ámbitos". En este caso “por su labor literaria sobresaliente, su dilatada y meritoria trayectoria poética".

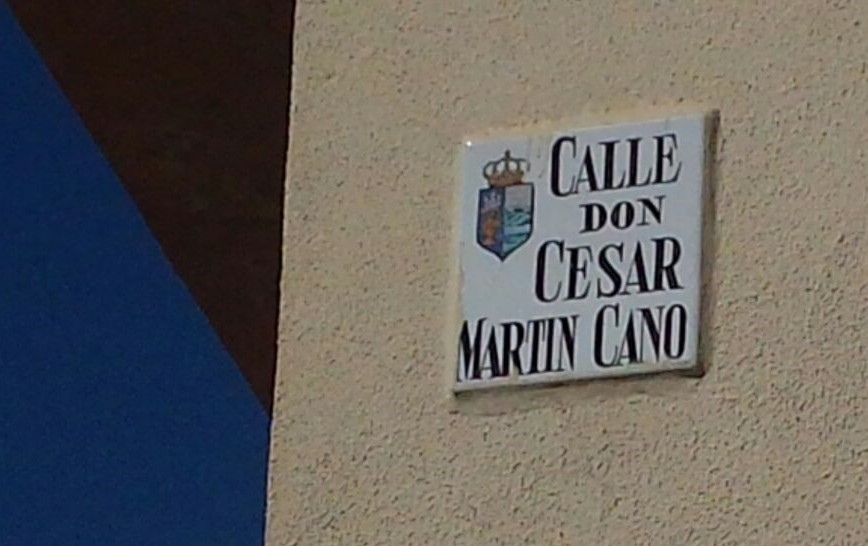
Calle dedicada a César Martín Cano en Guadalupe, municipio de la provincia de Cáceres.

Sus poemas también han aparecido en algunas antologías poéticas, como por ejemplo en Antología Poética de los Paisajes de España, donde sus autores analizan la poesía de César Martín Cano y se reproducen y comentan seis de sus poemas y se mencionan otros once.
El Pleno del Ayuntamiento de Guadalupe, mediante Sesión Extraordinaria celebrada el 27 de junio de 1990, acordó dedicarle la calle César Martín Cano. En los años ochenta tuvo una estrecha relación con la Asociación de Caballeros de Santa María de Guadalupe. En su revista Guadalupe se recogió la figura de César Martín Cano.
En la presentación del número 32 de la revista 'Prímula', que edita el Área V del Hospital Universitario de Cabueñes y que tuvo lugar en abril de 2022, se destacó su trayectoria científica y poética, que se refleja en uno de sus artículos.

## Obras

### Médicas y científicas
| - MARTÍN CANO, César y QUINTANA, Aurelio. Córdoba: Sus nuevas organizaciones de la lucha sanitaria. La Subrigada sanitaria de Fuenteovejuna. Boletín Provincial de Higiene. Instituto Provincial de Higiene. p.1. Año II. Número 12. Córdoba, (10 de enero de 1927). - MARTÍN CANO y FERRADAS: Contribución al estudio de la fiebre recurrente en España. Cincuenta casos en la provincia de Córdoba. Boletín de la Sociedad Española de Biología. Fascículo Segundo. Volumen XIII (1928). - MARTÍN CANO, César: Trabajos de la Comisión Internacional para el estudio de la Tripanosomiasis Humanas en Entebre. África Oriental. Experiencia sobre la transmisión cíclica, por la glossinna palpalis, de especies arseno-resistentes de tripanosomas polimorfos. Organización de Higiene de la Sociedad de Naciones. Medicina de los Países Càlidos. (1928). - MARTÍN CANO, César: Experiencias sobre el valor del Bayer 205 como agente profiláctico contra los tripanosomas que se desarrollan en la glossina palpalis. Organización de Higiene de la Sociedad de Naciones. Medicina de los Países Cálidos. (1928). - MARTÍN CANO, Cèsar: Médico Central Antipalúdico. Jefe del Dispensario Antipalúdico de Puebla del Río. Sobre un nuevo hemoparásito del Geco español (Platilactylus mauritanicus). Medicina de los Países Cálidos. (1928). - MARTIN CANO, César y MORALES FRAILE, Manuel, Médicos Centrales Antipalúdicos, con la colaboración de FERNÁNDEZ MARTÍNEZ, José, Médico Agregado a la Lucha Antipalúdica: Dispensario Antipalúdico de Puebla del Río Sevilla. Años 1928 a 1931. Edita: Dirección General de Sanidad. (1931). - MARTIN CANO, César: Reseña epidemiológica de la provincia de Málaga. Memoria de la Campaña de paludismo 1928 - 1929. Edita: Dirección General de Sanidad.(1930). | - MARTIN CANO, César: Seis casos de paludismo con gametos de terciana tratados con Quinioestorvasol. Medicina de los Países Cálidos. Año III. Número 4. (1930). - MARTÍN CANO, César: Contribución al Estudio de la Higiene en el Trabajo. Tesis Doctoral. Facultad de Medicina Universidad Central de Madrid. (1931) Se conserva en el Servicio de Tesis Doctorales y Publicaciones Académicas. Biblioteca Histórica “Marqués de Valdecilla”. Universidad Complutense de Madrid. Signatura 1541. - MARTIN CANO, César: Cuerpo Nacional de Sanidad y Director del Centro Comarcal de Higiene de Trujillo y MERINO HOMPANERA, José: Director del Dispensario Antituberculoso Central y de la Enfermería Sanatorio de Cáceres: Estudio de Reorganización del Hospital Provincial de Cáceres. Cáceres. (julio de 1936). Conservado en el Hospital Provincial de Cáceres con la Signación 778. Archivo de la Diputación Provincial de Cáceres con fecha de entrada de 10 de mayo de 1967. - MARTÍN CANO, César. Oficial Sanitario: Encuesta sobre el funcionamiento de los Centros primarios de la provincia de Cáceres. Primer Congreso Nacional de Sanidad. Madrid. 6 al 12 de mayo de 1934. Biblioteca de la Facultad de Medicina. Universidad Complutense de Madrid. Tomo I, p. 204 a 215. - MARTÍN CANO, César. Oficial Sanitario: Importancia de la visita periódica a los Centros rurales por la Enfermera visitadora. Primer Congreso Nacional de Sanidad. Madrid. 6 al 12 de mayo de 1934. Biblioteca de la Facultad de Medicina. Universidad Complutense de Madrid. Tomo I, p. 217 a 240. - MARTÍN CANO, César y ALONSO PASCUAL, C: Un caso de Iridociclitis por fiebre recurrente española. Medicina de los Países Cálidos. Año VIII. Número 1. (1935). |

### Literarias
| - El silencio. Ilustraciones del pintor asturiano Manuel Marola. Editorial Richard Grandio. Oviedo. (1969) - Sensaciones. Número 74 de la Colección Rocamador. Editorial Rocamador. Palencia. (1973) - Estudio ontológico de la mano. Número 79 de la colección Rocamador. Editorial Rocamador. Palencia. (1974) - La noche. Editorial La Industria. Gijón. (1974) - El mar. Editorial La Industria. Gijón. (1974) - El tiempo. Editorial La Industria. Gijón. (1974) - Asturias. Editorial La Industria. Gijón (1974) - La casa. Editorial La Industria. Gijón. (1975) - Voces interiores. Editorial La Industria. Gijón. (1976) - El alma desvelada. Editorial La Industria. Gijón (1977) - Meditaciones. Editorial La Industria. Gijón.(1977) - Caminar. Editorial La Industria. Gijón. (1978) - Soledad. Editorial La Industria. Gijón.(1978) - Poemas sin nombre. Editorial La Industria. Gijón (1979) - Vorágine. Editorial La Industria. Gijón. (1979) - Tras las sombras. Editorial La Industria. Gijón. (1980) - Intemporales. Editorial La Industria. Gijón. (1981) - El rincón de las rimas. Editorial La Industria. Gijón. (1981) - En busca de la imagen. Editorial La Industria. Gijón. (1982) - Sueños de la mente. Editorial La Industria. Gijón.(1982) - Paz. Editorial La Industria. Gijón. (1982) - Canto a la existencia. Editorial La Industria. Gijón. (1982) | - Amanecer. Editorial La Industria. Gijón. (1983) - Serenidad. Editorial La Industria. Gijón. (1983) - Sonetos. (Primera parte). Editorial La Industria. Gijón. (1984) - Sonetos. (Segunda parte). Editorial La Industria. Gijón. (1984) - El muro impalpable. Editorial La Industria. Gijón. (1984) - Luz y sombras. Editorial La Industria. Gijón. (1984) - Intimismo. Editorial La Industria. Gijón. (1985) - Desvelo. Editorial La Industria. Gijón. (1986) - Más allá de las horas. Editorial La Industria. Gijón. (1986) - Talina. Editorial La Industria. Gijón. (1987) - Mi huerto. Editorial La Industria. Gijón. (1988) - Poemas humanos. Editorial La Industria. Gijón. (1988) - Amor. Editorial La Industria. Gijón. (1988) - La idea. Editorial La Industria. Gijón. (1989) - Apotegmas. Editorial La Industria. Gijón. (1989) - Extremadura. Editorial La Industria. Gijón. (1989) - Estampas. Editorial La Industria. Gijón. (1989) - La vida es deseo. Editorial La Industria. Gijón.(1989) - Analectas. Editorial La Industria. Gijón. (1989) - Amor (Segunda parte). Editorial La Industria. Gijón. (1990) - Tierras y gentes. Editorial La Industria. Gijón. (1990) |